# Carlos Belmonte
Carlos Belmonte (n. Rosario, Santa Fe, Argentina; 26 de enero de 1986) es un futbolista argentino.

## Trayectoria
Juega de centrodelantero y su equipo actual es el Almagro de la Primera B de Argentina. Se inició en las inferiores de Rosario Central.

## Clubes
| Club      | País      | Año           |
| --------- | --------- | ------------- |
| AC Ancona | Italia    | 2008-2009     |
| Almagro   | Argentina | 2009-presente |